# Sein Ruhmestag
Sein Ruhmestag (Originaltitel: La sua giornata di gloria, deutscher Alternativtitel: Sein glorreicher Tag) ist ein italienischer Spielfilm aus dem Jahr 1969 von Edoardo Bruno. Von ihm stammen auch das Drehbuch und der Schnitt. In den Hauptrollen sieht man Carlo Cecchi, Maria Manuela Carrilho und Raúl Martínez. Zum ersten Mal gezeigt wurde das Werk im September 1969 im Rahmen der 19. Internationalen Filmfestspiele Berlin. Im Deutschen Fernsehen hatte es seine Premiere am 15. Juni 1970 im Programm der ARD.

## Handlung
Richard, von den politischen Ideen seines Freundes Claude angesteckt, findet Aufnahme in dem Kreis der sich bildenden Guerilla-Gruppen und gleichermaßen Gefallen an den revolutionären Vokabeln – zitiert werden u. a. Karl Marx, Lenin, Bertolt Brecht, Mao Zedong und Che Guevara – sowie an Claudes Freundin Marguerite. Dann gerät er, Claudes Flugblätter in der Tasche, in eine Razzia der Polizei. Der Kommandant überlistet ihn – und Richard verrät den Freund. Claude stirbt unter den Schüssen der schwarzen Henker. Von den Genossen beargwöhnt, will Richard seinen Fehler wieder gutmachen. Er arbeitet den Plan für den Überfall auf ein Munitionsdepot aus. Doch wieder versagt Richard. Während die Gefährten den Überfall ausführen, liegt Richard in den Armen Marguerites.

## Kritik
Das Lexikon des internationalen Films gibt nur kurz den Handlungsverlauf wieder und bemerkt lapidar, bei dem Film handle es sich um den „Debütfilm eines italienischen Filmkritikers“ und dass er bei der Berlinale 1969 umstritten gewesen sei. Der Evangelische Film-Beobachter fasst seine Kritik so zusammen: „Italienischer Diskussionsbeitrag zur sozialistischen Revolution. In seiner vom Wort bestimmten Mischung aus Aktion und Agitation versucht der Filmkritiker Edoardo Bruno, das Panorama der revolutionären politischen Gruppen aufzuzeigen und zur Diskussion zu stellen – sein Ziel ist die Mobilisierung des Zuschauers zum eigenen, kritischen Denken und dadurch zur Teilnahme. Obwohl der Streifen zum großen Teil auf optische Qualitäten verzichtet, bleibt er interessant genug, vor allem für ein jüngeres Publikum.“

## Weblink
- Sein Ruhmestag bei IMDb